# Emanuel Gall

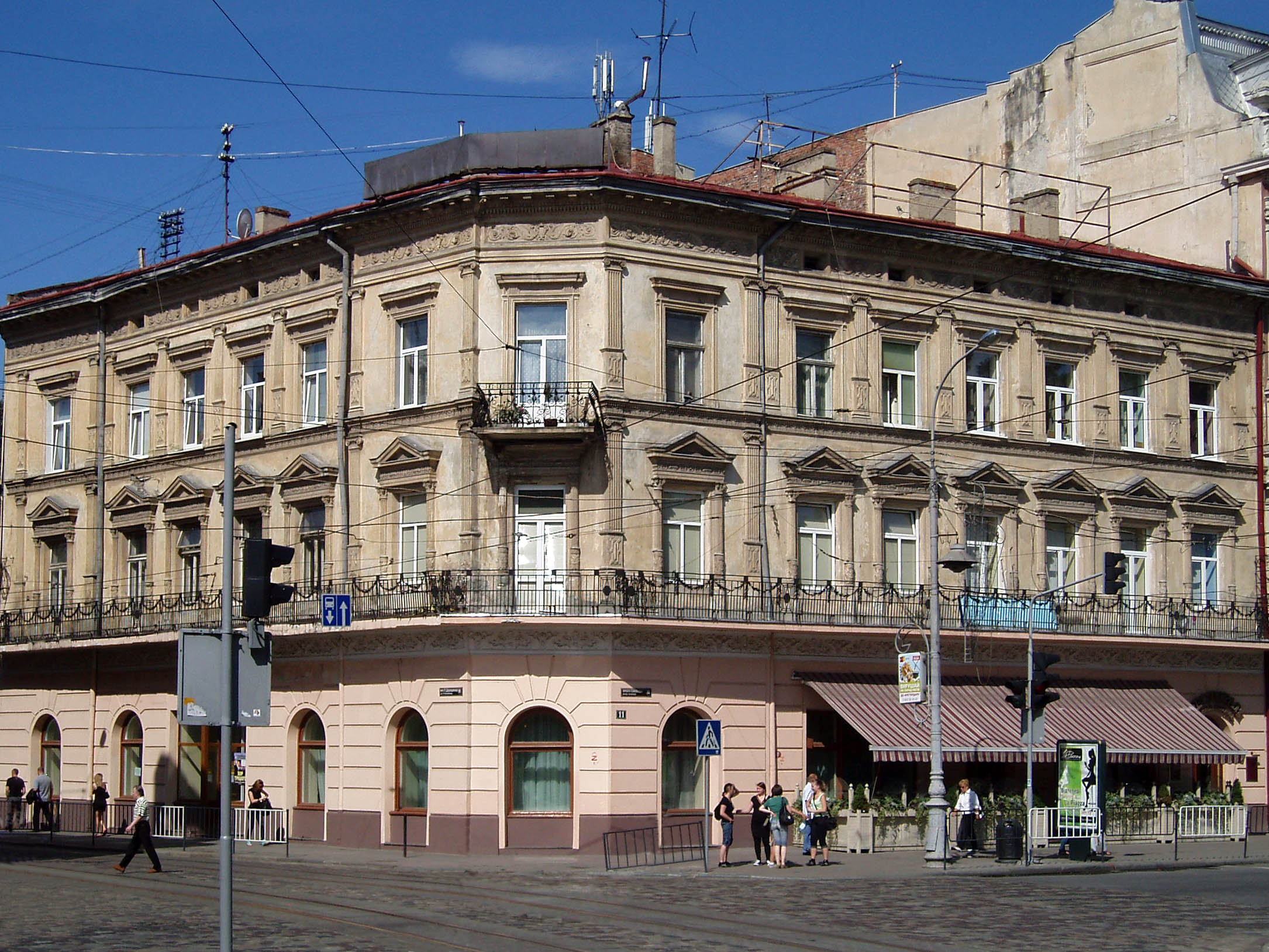
Budynek dawnego Hotelu Centralnego

Emanuel Gall (zm. przed 1893) – architekt pochodzenia żydowskiego, działający w II połowie XIX wieku we Lwowie.
Po raz pierwszy jego nazwisko pojawia się w rejestrze gildii architektów lwowskich w 1867, wiadomo również, że zasiadał w radzie miejskiej w III i IV kadencji, które trwały pomiędzy 1877 a 1893. W 1882 został członkiem Wyznaniowej Rady Żydowskiej. Jego syn Maurycy również był architektem, wspólnie z Rudolfem Fleischlem wybudował w 1899 dom przy ulicy Bernsteina 12 (obecnie Szolem Alejchema), który należał do gminy żydowskiej. Zmarł pomiędzy 1889 a 1893.

## Realizacje architektoniczne
- Kamienica przy ulicy Zygmuntowskiej 10 (obecnie Mikołaja Gogola) /1873;
- Kamienica przy ulicy Juliusza Słowackiego 18 /1873/
- Dobudowa czwartego piętra kamienicy przy ulicy Stefana Batorego 12 (obecnie Halicka) /1874/;
- Kamienica przy ul. Juliusza Słowackiego 16 /1876/;
- Hotel Centralny przy Wałach Hetmańskich 11 (obecnie Prospekt Swobody) /1882-1884/.